# Colotois cuprea
Colotois cuprea là một loài bướm đêm trong họ Geometridae.